# Oliver Penrose
Oliver Penrose (Marylebone, Londres, Reino Unido, 1929) es un teórico e investigador y profesor universitario emérito en matemáticas y física.
Oliver es experto en transiciones de fase en metales, mecánica estadística, la físico-química de los tensioactivos o la física de los superconductores. También tiene publicados ensayos y trabajos sobre mecánica cuántica.